# TT272
La tombe thébaine TT 272 est située à Gournet Mourraï, dans la nécropole thébaine, sur la rive ouest du Nil, face à Louxor en Égypte.
C'est la tombe d'un nommé Khâemopet, père divin d'Amon à l'ouest, prêtre-lecteur du temple de Sokar. La tombe date de la XXe dynastie.